# Threat from Space
Threat from Space (conosciuto come Threat) è un videogioco sparatutto sviluppato da Fragment Software e pubblicato da The Game Factory nel 1994 per PC.
Sviluppato dai programmatori finlandesi Sami Haikonen e Niklas Penttinen, ne venne pubblicata una versione shareware, contenente uno dei tre episodi nei quali il gioco si articola.

## Trama
Dopo un lungo viaggio nello spazio, alcuni coloni crearono un insediamento - denominato Astral - su un asteroide. Tuttavia l'insediamento viene attaccato da alieni, e l'unica possibilità di difendersi per i coloni è combattere; il giocatore impersonerà un colono nella lotta per la sopravvivenza contro gli alieni.

## Modalità di gioco
Il gioco si presenta come uno sparatutto a schermate statiche, con visuale dall'alto. Ogni schermata rappresenta un livello, con dei determinati obiettivi da raggiungere: una volta completati, si passa alla sezione successiva. Dopo ogni scontro si ha la possibilità di continuare, oppure di recarsi presso un negozio (shop) per acquistare armi e potenziamenti.
Threat inoltre prevede una moderata interattività con l'ambiente circostante, con la possibilità di aprire porte e azionare bottoni, nonché di distruggere diversi elementi dello scenario.